# Андреа Гамарник
Андреа Гамарник (ісп. Andrea Gamarnik; нар. 5 жовтня 1964) — аргентинський молекулярний вірусолог, відома своїми дослідженнями гарячки денге. Отримала премію L'Oréal — ЮНЕСКО «Для жінок у науці» за роботу над вірусами, що передаються комарами, включаючи гарячку денге. Навчалася в Університеті Буенос-Айреса та Університеті Каліфорнії, Сан-Франциско. Працювала в Інституті Лелуар. Перша аргентинка, яка стала членом Американської академії мікробіології.
Під час пандемії COVID-19 у 2020 році вона та її команда розробили перший тест на антитіла в Аргентині всього за 45 днів. 